# Piso 21
 (juillet 2020).
Si vous disposez d'ouvrages ou d'articles de référence ou si vous connaissez des sites web de qualité traitant du thème abordé ici, merci de compléter l'article en donnant les références utiles à sa vérifiabilité et en les liant à la section « Notes et références ».
Piso 21 est un groupe de pop latino et de et de reggaeton colombien, originaire de Medellín en Colombie.

## Carrière
Piso 21 est un groupe colombien composé de Pablo Mejía, Juan David Huertas, David Escobar, David Lorduy Hernandez et Juan David Castaño Montoya l'un des principaux fondateurs du groupe qui poursuit une carrière en solo sous le nom artistique de Llane,,.

### Piso 21(2011-2014)
Le groupe se forme en 2007, mais ce n'est qu'en 2012 qu'il sera connu avec des chansons comme Vagones Vacios, Angel Mortal ou  Correr El Riesgo. Plus tard en 2012, grâce au succès de son premier album studio Piso 21 le succès du groupe n'a cessé de croître. La même année, le groupe est nommé « Nouveau meilleur artiste » aux Latin Grammy Awards.
En 2014, Piso 21, sort Suele Suceder avec le chanteur portoricain Nicky Jam.

### Ubuntu(2016-2019)
En 2016, Piso 21 a signé avec Warner Music Latina, et plus tard dans l'année, sort Me Llamas, qui a atteint le top 40 dans plusieurs pays d'Amérique latine. Le 2 décembre 2016, il sort un remix de Me Llamas avec le chanteur colombien Maluma.
En 2017, Piso 21 sort Besandote qui connaît un succès et atteint le top 40 dans plusieurs pays d'Amérique latine. Le 1er septembre 2017, il sort un remix avec la chanteuse britannique Anne-Marie pour célébrer sa chaîne YouTube dépassant le million d'abonnés.

### Déjala Que Vuelva(2017-2019)
Le 19 octobre 2017, il sort Déjala Que Vuelva avec le chanteur colombien Manuel Turizo. La chanson a connu un fort succès en Amérique latine, elle est certifiée or en Colombie et atteint 1,5 milliard de vues sur YouTube[réf. nécessaire]. Le 10 novembre, le groupe publie Tu Héroe et le 1er décembre 2017, il sort Adrenalina avec le rappeur espagnol Maikel Delacalle.
Le 15 mars 2018, Piso 21 collabore avec le chanteur argentin Paulo Londra pour Te Amo puis, le 11 mai, il sort La Vida Sin Ti, single pour la sortie de son deuxième album studio Ubuntu et le 14 septembre 2018, le groupe sort Punto Suspensivos, le huitième single de son deuxième album studio Ubuntu.
Le 14 décembre 2018, Piso 21 sort Te Vi avec le chanteur vénézuélien Micro TDH.
Le 3 février 2019, l'un des membres fondateurs du groupe, Juan David Castaño, annonce son départ du groupe pour poursuivre une carrière solo sous le nom Llane,. Il a ensuite été remplacé par l'artiste colombien David Lorduy Hernández (Lorduy).

## Discographie

### Albums
- 2012 : Piso 21
- 2018 : Ubuntu
- 2020 : Canciones que nos macaron

### Singles
- 2013 : Dame Tu Corazon (Uh-Uh)
- 2014 : Suele Suceder (featuring Nicky Jam)
- 2015 : Hoy (avec Florencia Arenas)
- 2015 : Quítale La Pena
- 2016 : Delicia
- 2016 : Me Llamas
- 2016 : Me Llamas (Remix) (featuring Maluma)
- 2017 : Besandote
- 2017 : Déjala Que Vuelva (featuring Manuel Turizo)
- 2017 : Tu Héroe
- 2017 : Besandote (Remix) (featuring Anne-Marie)
- 2018 : Te Amo (featuring Paulo Londra)
- 2018 : La Vida Sin Ti
- 2019 : Una Vida Para Recordar (avec Myke Towers)
- 2019 : Mami (avec The Black Eyed Peas)
- 2019 : Pa' Olvidarme De Ella (avec Christian Nodal)
- 2020 : Dulcecitos (avec Zion y Lennox)
- 2020 : Tomar Distencia
- 2020 : Querida (featuring Feid)
- 2020 : Más De La Una (featuring Maluma)
- 2021 : Tan Bonita

### Singles en collaboration
- 2016 : Ando Buscando (Carlos Baute featuring Piso 21)
- 2017 : Bailame Despacio (Xantos featuring Dynell et Piso 21)
- 2017 : El Rehén (Xantos featuring Piso 21)
- 2018 : La Llave (Pablo Alborán featuring Piso 21)
- 2018 : Oh Child (Robin Schulz featuring Piso 21)
- 2019 : Voy Por Ti (Cali y El Dandee featuring Piso 21)
- 2020 : Luna Llena (Lyanno Junto et Jerry Di featuring Piso 21)
- 2020 : Todo Bueno (The Black Eyed Peas featuring Piso 21)
- 2020 : Cuando estás tú (Sofia Reyes featuring Piso 21)
- 2020 : Rover (S1mba featuring Piso 21)
- 2021 : Doctor (avec Mau y Ricky, Prince Royce)
- 2023 : Déjalo En Visto, (Avec. Nicky Jam)